# Большое Переходное
Большое Переходное — деревня в Любанском городском поселении Тосненского района Ленинградской области.

## История
Впервые упоминается в Писцовой книге Водской пятины 1500 года как деревня Переходна в Ильинском Тигодском погосте Новгородского уезда.
В переписи 1710 года в Ильинском Тигодском погосте записана деревня Переходна помещиков Кусакина и Негановского.

БОЛЬШОЕ-ПЕРЕХОДНО — деревня Больше-переходненского сельского общества, прихода села Померанья.

Дворов крестьянских — 23. Строений — 64, в том числе жилых — 36. 

Число жителей по семейным спискам 1879 г.: 67 м. п., 81 ж. п.; по приходским сведениям 1879 г.: 65 м. п., 83 ж. п.; 

Ветряная мельница. (1884 год)

В конце XIX — начале XX века деревня административно относилась к Любанской волости 1-го стана 1-го земского участка Новгородского уезда Новгородской губернии.

БОЛЬШОЕ ПЕРЕХОДНО — деревня Больше-Переходского сельского общества, дворов — 31, жилых домов — 37, число жителей: 65 м. п., 70 ж. п. 

Занятия жителей — земледелие, отхожие промыслы. Часовня, хлебозапасный магазин, школа. (1907 год)

Согласно военно-топографической карте Петроградской и Новгородской губерний издания 1917 года деревня называлась Большая Переходна и состояла из 26 крестьянских дворов.
С 1917 по 1927 год деревня называлась Большое Переходно и входила в состав Любанской волости Новгородского уезда Новгородской губернии.
С 1927 года в составе Коркинского сельсовета Любанского района Ленинградской области.
С 1928 года в составе Хоченского сельсовета.
С 1930 года в составе Любанского сельсовета Тосненского района.
По данным 1933 года деревня называлась Большая Переходная и входила в состав Любанского сельсовета Тосненского района.

План деревни Большое Переходное. 1937 год

Согласно топографической карте 1937 года деревня называлась Большое Переходно и насчитывала 49 дворов, в деревне была своя школа.
В 1940 году население деревни составляло 419 человек.
С 1 сентября 1941 года по 31 декабря 1943 года деревня находилась в оккупации.
В 1958 году население деревни Большое Переходно составляло 162 человека.
По данным 1966 и 1973 годов деревня называлась Большое Переходное и также находилась в составе Любанского сельсовета.
По данным 1990 года деревня Большое Переходное находилась в составе Сельцовского сельсовета.
В 1997 году в деревне Большое Переходное Сельцовской волости проживали 19 человек, в 2002 году — также 19 человек (все русские).
В 2007 году в деревне Большое Переходное Любанского ГП —  18 человек.

## География
Деревня расположена в восточной части района к югу от центра поселения — города Любань на автодороге 41А-004 (Павлово — Мга — Луга).
Расстояние до административного центра поселения — 4 км.
Расстояние до ближайшей железнодорожной станции Любань — 4 км.
Через деревню протекает река Тигода.

## Демография
| 2007 | 2010 | 2017 |
| ---- | ---- | ---- |
| 18   | ↗44  | →44  |

## Улицы
Лесная, Луговая, Парковая, Центральная.